# Kalev
Kaleva (in estone Kalev) è un gigante descritto nella mitologia estone ed in quella finlandese, e rappresenta il padre di Kalevipoeg nell'omonimo poema in lingua estone, ed è il padre della stirpe finlandese secondo il Kalevala, quest'ultimo un poema epico che racconta la storia e la tradizione della Finlandia.

Non si conoscono imprese epiche direttamente a lui attribuite, mentre in entrambe le mitologie viene definito come il comune fondatore di un regno antico e padre di altri eroi.

In lingua finlandese è conosciuto anche come Osmo o Osmoinen che significa "Padre degli uomini".

## Figlio di Taara
Sia le leggende che le due opere epiche raccontano che egli sia figlio di Taara, il Dio supremo dei popoli finnici che viene distinto in Dio del tuono per i finlandesi e come Dio del cielo per gli estoni.

### Fratelli nel Kalevipoeg
Nel Kalevipoeg ha due fratelli di cui il primo si reca in Russia divenendo un uomo abilissimo negli affari ed il secondo diventa un valoroso guerriero in Norvegia.

Kalev stesso decise di spostarsi dal nord volando a cavallo Grande Aquila del nord e giungendo sulle coste di Viru (oggi provincia estone ma che rappresenta l'intera terra estone nella mitologia), ridiscese su quella terra e vi fondò un regno.

### Fratelli nella mitologia finlandese
Nella mitologia finlandese ha invece ha un solo fratello (Untamo) con cui giunge a diverse dispute e fino ad una guerra.

## Nelle due opere
Kaleva, nel poema epico intitolato "Kalevipoeg" di Friedrich Reinhold Kreutzwald, è il mitico fondatore dell'Estonia e, sposando Linda, ha da lei ha tre figli (Sohni, Kalevide e Kalevipoeg).
L'ultimo dei tre figli, nato postumo dopo la sua morte, compie le imprese descritte nell'opera omonima.
Kaleva, nel poema epico composto da Elias Lönnrot è invece l'antenato o "padre" degli eroi del popolo finnico ed eroe eponimo della terra dove avvengono le imprese citate nel "Kalevala".

### Matrimonio e progenie nel Kalevipoeg
Nel Kalevipoeg (l'opera estone), Kalev decise di prendere una sposa, chiedendo la mano di Linda, una delle tre figlie di una vedova del paese di Lääne che dapprima gli rifiutò il consenso ma che cambiò idea di fronte alle richieste della stessa Linda che, innamoratasi di lui, le fece cambiare idea.

Ebbe da lei diversi figli a cui insegnò le arti ed il coraggio, ma per tradizione tutta la sua eredità spettava ad un unico figlio ed in età molto avanzata Kalev disse a Linda che avrebbero avuto un ultimo figlio, colui che avrebbe ereditato tutto.

Dopo la morte, fu seppellito in una fossa profonda dieci piedi e su cui Linda fece erigere un tumulo dove, secondo la mitologia estone vi sorge oggi Toompea, la Città Vecchia di Tallinn.

Poco tempo dopo nacque l'ultimo figlio ed in suo onore gli fu dato il nome di Kalevipoeg ovvero "Figlio di Kalev", che crebbe rapidamente e diventò l'immagine del padre.

### Progenie nel Kalevala
Nel Kalevala (l'opera finlandese), il suo nome non compare mai. Compare invece in diversi canti folkloristici al di fuori del poema stesso ed ha dei riferimenti soprattutto a riguardo della guerra tra Kaleva e Untamo.

Kalevala però significa propriamente "Terra di Kaleva" che nelle narrazioni mitiche viene individuata come una area corrispondente tra la Finlandia centrale e la Carelia, teatro delle narrazioni di quest'opera appunto e dove vengono inoltre definiti come "Figli di Kaleva" anche Väinämöinen, Ilmarinen, Lemminkäinen e Kullervo.

A Kaleva viene attribuita anche la paternità di Kalevatar creatrice del processo di fabbricazione della birra e nella visione nazionalistica del personaggio, Kaleva in tempi moderni è stato visto come una personificazione della Finlandia.